# Baptista Világszövetség
A Baptista Világszövetség (angolul Baptist World Alliance; rövidítése: BWA) a baptista egyházak szervezete. A szervezetnek 2020-ban 47 millió tagja volt, és ez a világ legnagyobb baptista szervezete.  A világ baptistáinak kevesebb, mint a fele van kapcsolatban ezzel a szervezettel. Központja az Amerikai Egyesült Államok Virginia államában  washingtoni városi területhez tartozó Falls Churchben van. Vezetője az argentín Tomás Mackey.

## Története

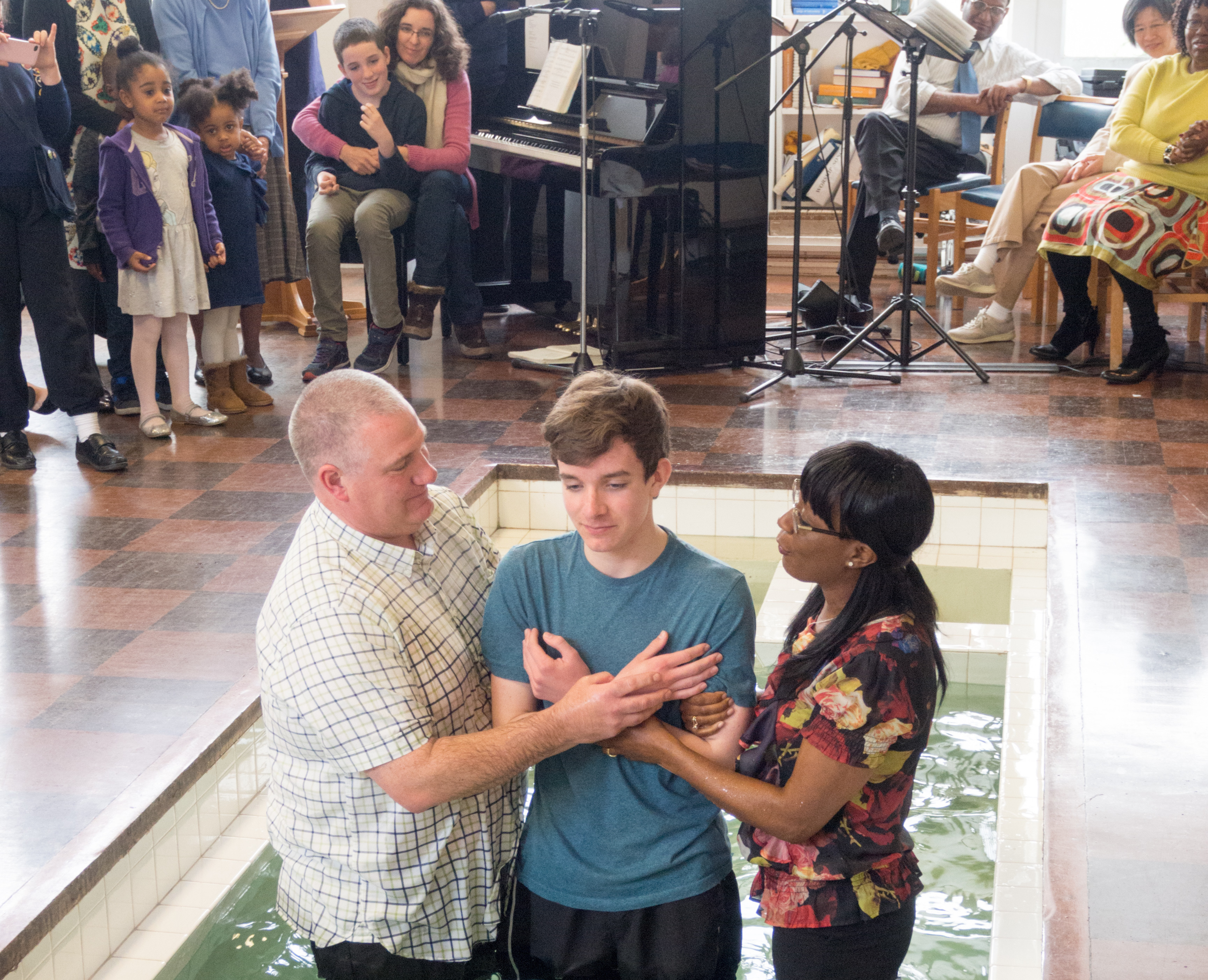
Keresztelés bemerítéssel Nagy-Londonban a Northolt-parki gyülekezetben.

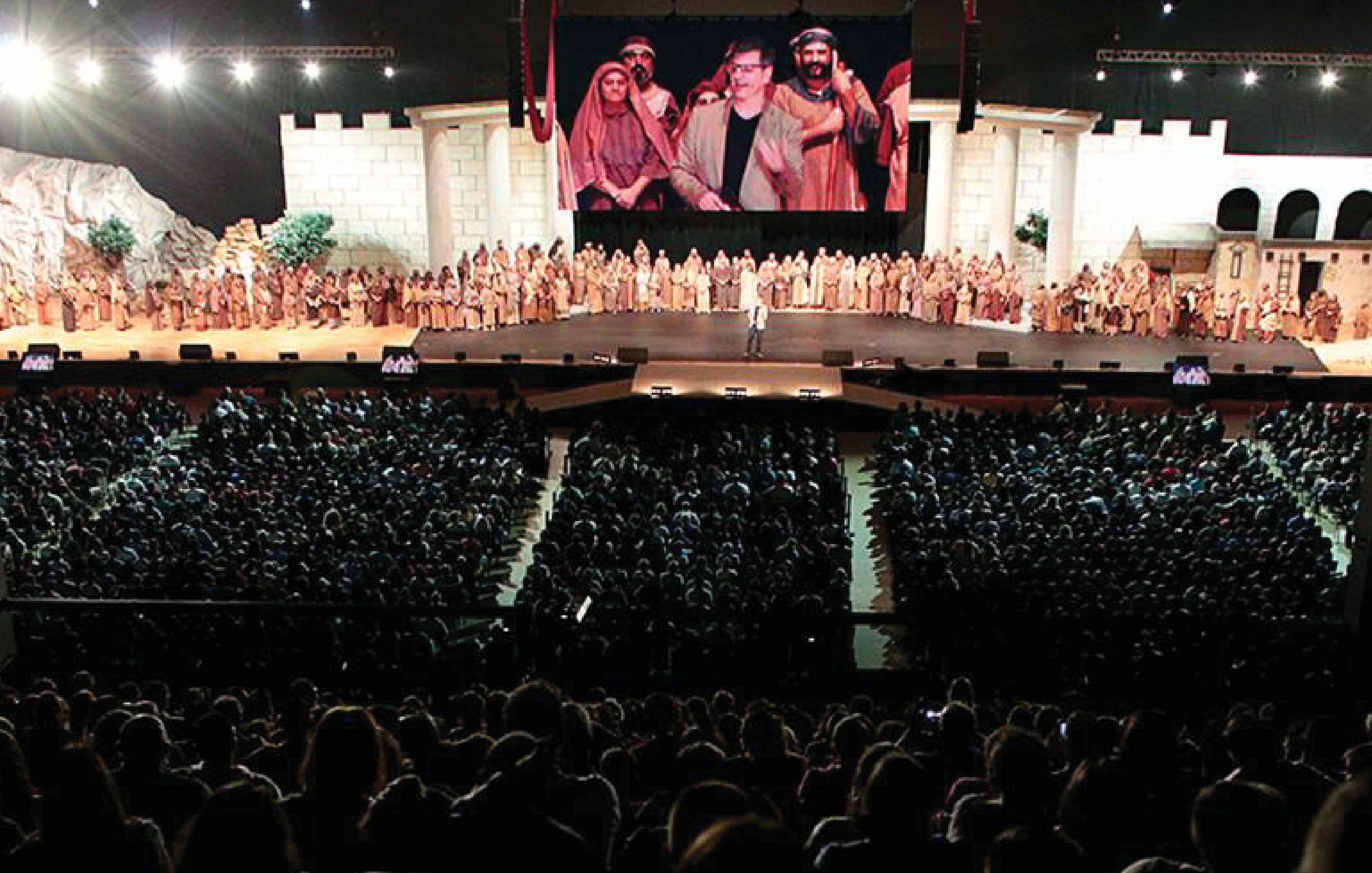
Jézus életének bemutatása 2017-ben Brazíliában São José dos Camposban. Igerja da Cidadében.

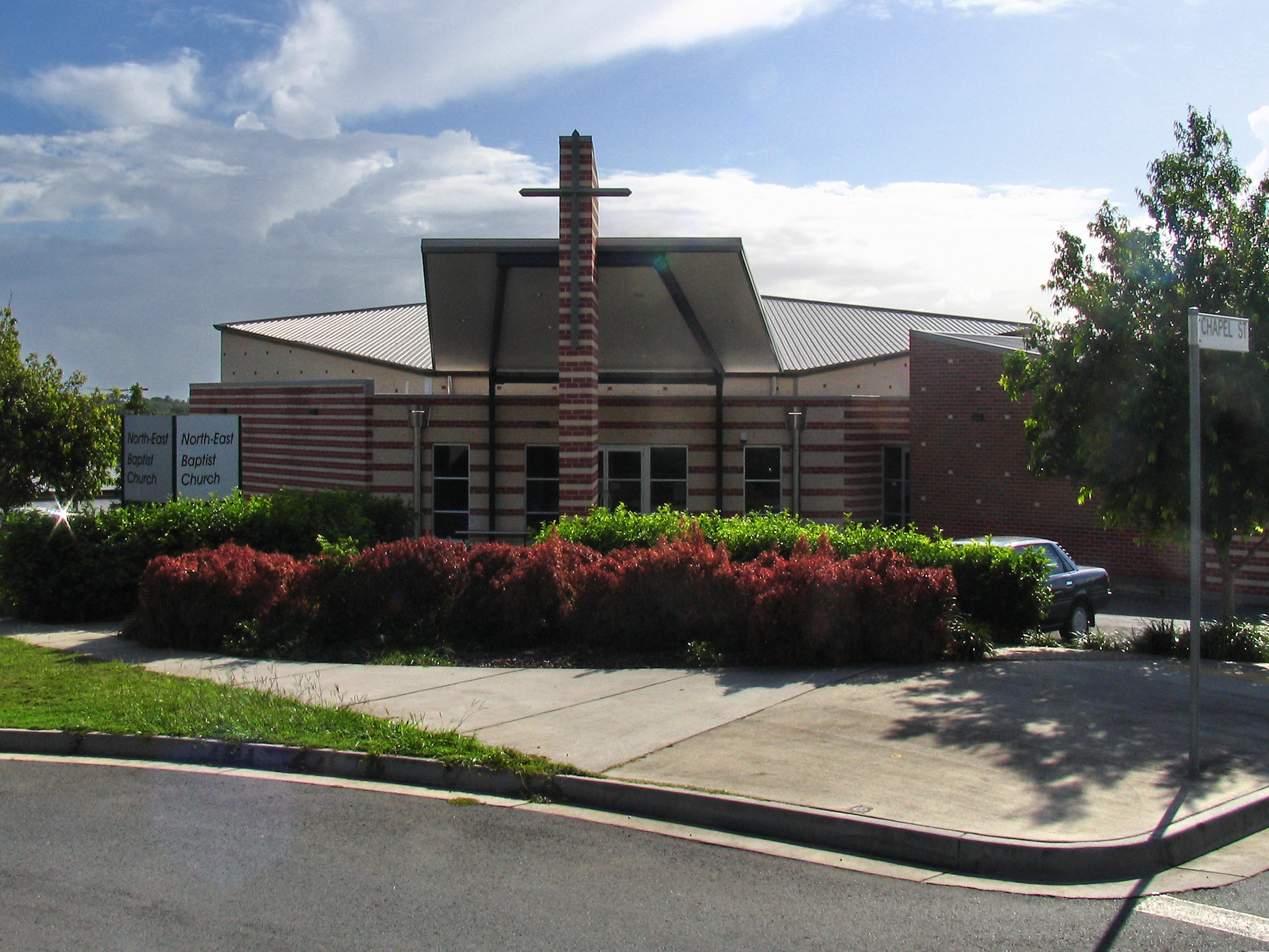
Északkeleti Baptista Templom épülete Brisbane-ben Ausztráliában 2007-ben.

A Baptista Világszövetség gyökerei a 17. századig nyúlnak vissza, amikor Thomas Grantham felvetette egy olyan kongregáció létrehozatalát, mely az összes keresztény szervezetet egybefogná, melyek Krisztus előírásai szerint keresztelnek. Később is voltak ilyen próbálkozások, ide tartozik John Rippon 1790-es felhívása, amelyben baptista világtalálkozót akart összehívni, hogy megvitassák az egész számára jót.
Azzal, hogy valóság legyen a tervekből, 1904-ig kellett várni. John Newton Prestridge, a The Baptist Argus szerkesztője Louisville-be hívta össze a világ baptistáit. John Howard Shakespeare, a The Baptist Times and Freeman londoni újság kiadója támogatta a javaslatot.
1904. októberben Nagy-Britannia Baptista Uniója határozatot fogadott el, hogy 1905-re kongresszust hívnak össze. Itt létrehoztak egy bizottságot, mely javaslatot tett A Világszervezet Alkotmányára. 1905. juliusban az első Baptista Világkongresszuson Londonban létrehozták a Baptista Világszövetséget.